# Narodowe Centrum Badawcze „Instytut Kurczatowa”
Narodowe Centrum Badawcze „Instytut Kurczatowa” (ros. Hациональный исследовательский центр "Курчатовский Институт") – rosyjska instytucja naukowa, prowadząca badania dotyczące energii jądrowej.

## Historia
Instytut został założony w 1943 roku jako „Laboratorium nr 2” leningradzkiego Instytutu Fizyko-Technicznego Rosyjskiej Akademii Nauk. Jego założycielem i pierwszym dyrektorem był Igor Kurczatow. W 1949 roku na bazie Laboratorium nr 2 powstało Laboratorium Instrumentów Pomiarowych Akademii Nauk ZSRR. W 1956 roku laboratorium zostało przemianowane na Instytut Energii Atomowej. W 1960 roku, po śmierci Kurczatowa, Instytutowi nadano jego imię, a dyrektorem został Anatolij Aleksandrow, który sprawował tę funkcję do 1989 roku.
W 1991 roku Instytut uzyskał statut Rosyjskiego Centrum Badawczego, a w 2010 został przemianowany na Narodowe Centrum Badawcze „Instytut Kurczatowa”.
Instytut był wiodącym ośrodkiem prowadzącym badania dotyczące rozwoju energii jądrowej. W 1946 roku uruchomiono w nim pierwszy reaktor jądrowy w Europie. Badania prowadzone w Instytucie doprowadziły do skonstruowania pierwszej bomby atomowej w ZSRR (1949), próbnego wybuchu bomby termojądrowej (1953), czy uruchomienia pierwszej elektrowni atomowej (elektrownia jądrowa Obninsk uruchomiona w 1954 roku). W Instytucie Energii Atomowej opracowano reaktory atomowe, użyte jako napęd lodołamacza (1957), okrętu podwodnego (1958) czy statku kosmicznego. W 1955 roku w Instytucie uruchomiono pierwszy tokamak na świecie.
Oprócz prac bezpośrednio dotyczących energii jądrowej w Instytucie prowadzono badania nad wykorzystaniem zjawiska nadprzewodnictwa w technologiach nuklearnych, a także mikroelektroniką.